# Río Red Deer
El río Red Deer es un importante río de Canadá de la vertiente de la bahía de Hudson que discurre por la provincia de Alberta y en un pequeño tramo final por Saskatchewan. Es el principal afluente del río Saskatchewan Sur y forma parte del gran sistema Saskatchewan-Nelson.
El río Red Deer tiene una longitud total de 724 km (31.º del país) y drena un área de 45 100 km² (65.º del país). Su descarga media es de 70 m³/s.
El río fue nombrado a partir de la traducción de la expresión en idioma cree Was-ka-soo, que significa «río del alce».[cita requerida]
Las principales comunidades situadas a lo largo del río Red Deer son Sundre (2610 hab. en 2011), Red Deer (90 564 hab.), Drumheller (8029 hab.) y  Empress 188 hab.). La ciudad de Brooks (13 676 hab.), así como el Parque provincial de los Dinosaurios, también se localizan en la cuenca del río Red Deer. Una inundación glacial ocurrida hace unos 18.000 años erosionó una parte de esta cuenca y aparentemente todos, o la mayoría de los escénicos badlands, tienen fósiles de dinosaurio y otros del Cretácico. Aquí se han descubierto treinta y nueve especies de dinosaurio, y se han extraído más de quinientos especímenes, que se exponen en museos de todo el mundo. El parque ha sido declarado en 1979 Patrimonio de la Humanidad.

## Historia
La zona de la confluencia del Red Deer con el río Saskatchewan Sur fue cartografiada en 1859 por la expedición Palliser.
En 1883, el geólogo y asesor minero Joseph Tyrrell descubrió una enorme costura de carbón bituminoso en las tierras baldías del valle, además de grandes esqueletos de dinosaurios.

### Inundación en Alberta de 2013
En junio de 2013, la provincia de Alberta experimentó fuertes precipitaciones que desencadenaron inundaciones catastróficas en gran parte de la mitad sur de la provincia a lo largo de los ríos Bow, Elbow, Highwood, Oldman y los tributarios del Red Deer. Veinticuatro municipios declararon estados de emergencia locales a medida que aumentaban los niveles de agua y numerosas comunidades fueron colocadas bajo órdenes de evacuación. La Real Policía Montada de Canadá declaró que cuatro personas pudieron haberse ahogado cerca del río High. Más de 100.000 personas tuvieron que ser desplazadas en toda la región.

## Curso

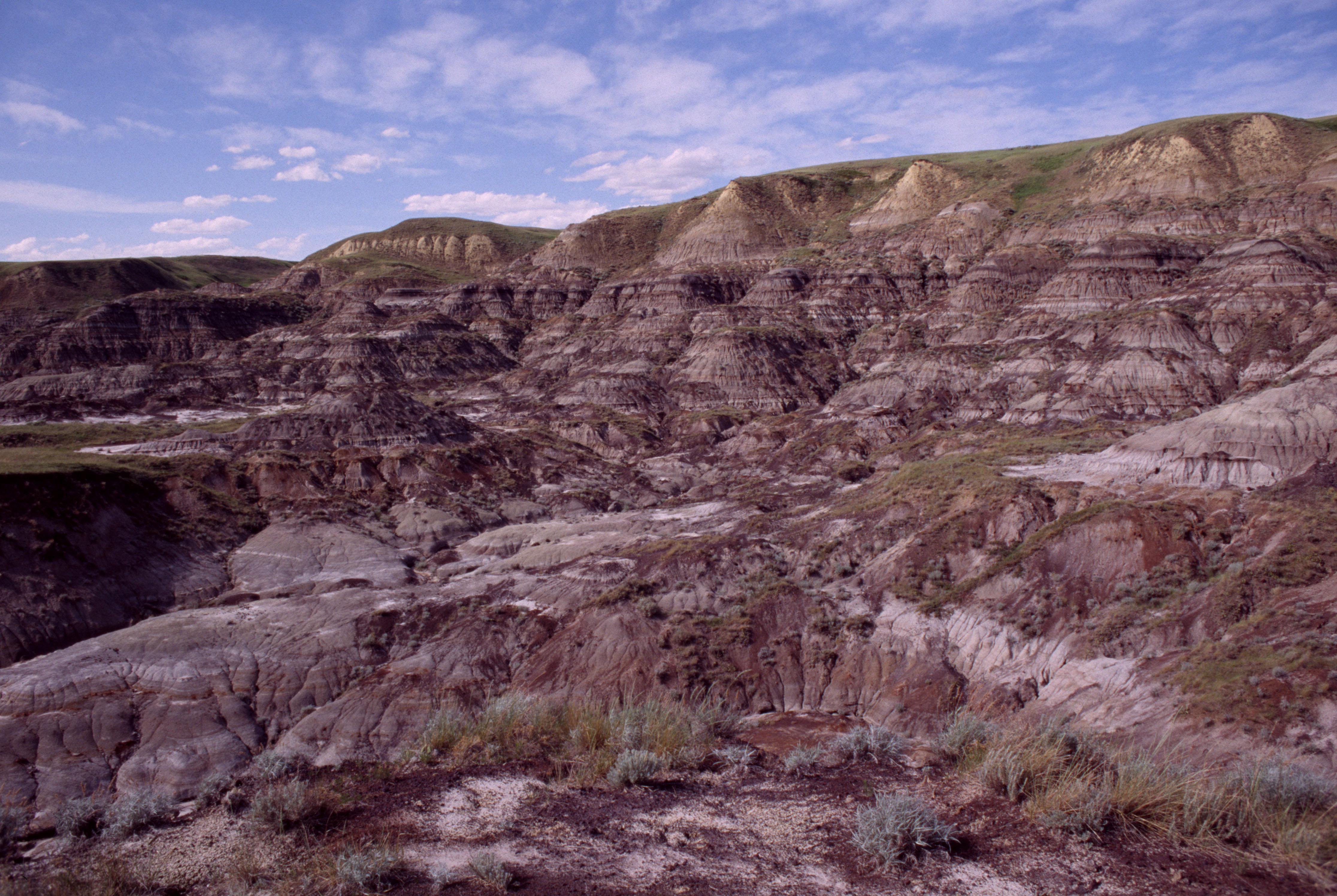
Paisaje de las tierras baldías del valle, en el Parque Provincial Midland

El río se origina en las laderas orientales de las Montañas Rocosas canadienses, en la cordillera Sawback cerca del Valle Skoki, en el área protegida del parque nacional Banff. Fluye primero hacia el este a través de una región de montañas y colinas. Gira hacia el noreste antes de alcanzar la ciudad de Sundre y fluye hacia un embalse artificial llamado lago Gleniffer, creado en 1983 por la presa de Dickson. Mantiene este rumbo hasta la ciudad de Red Deer, donde gira hacia el este y luego hacia el sur antes de pasar por Stettler. Fluye hacia el sur con su valle protegido por varios parques provinciales y regionales, como el Tolman Badlands Heritage Rangeland, el parque provincial Dry Island Buffalo Jump —creado en 1970 con un área protegida de 34,5 km²—, el Corredor Dry Island y el parque provincial Midland —creado en 1979 con un área protegida de 6,3 km²—. En Drumheller toma dirección sudeste, y luego fluye a través del parque provincial de los Dinosaurios —creado en 1955  con un área protegida de 73,29 km²— da vuelta al este y fluye hasta la frontera de Alberta/Saskatchewan, que cruza en Empress. Fluye durante unos 16 km a través de Saskatchewan antes de que desaguar en el río Saskatchewan Sur.

### Tributarios
Rocosas canadienses y piedemonte
- lagos Red Deer
- arroyo Douglas, que drena los lagos Douglas, Donald y Gwendolyn
- arroyo Drummond
- lago Skeleton (Horseshoe)
- arroyo McConnell
- arroyo Divide
- lago Pipit
- lago Snowflake
- arroyo Tyrell
- arroyo Scalp
- arroyo Bighorn
- arroyo Eagle
- arroyo Wildhorse
- río Panther, con el río Dormer
- arroyo Wigwam
- arroyo Yara
- arroyo McCue
- arroyo Logan
- arroyo Bear
- arroyo Burnt Timber
- arroyo Bull
- arroyo Vam
- arroyo Brown
- arroyo Williams
- arroyo Helmer
- arroyo Cartier
- arroyo Coalcamp

 Alberta central
- arroyo Nitchi
- arroyo Fallentimber
- arroyo Bearberry
- arroyo Jackson (Alberta)[7]
- río James
- arroyo Schrader
- arroyo Eagle
- río Raven, con el North Raven (450 km)
- río Little Red Deer
- río Medicine
- lago Kenning
- arroyo Sylvan
- arroyo Piper
- Blindman River
- arroyo Threehills
- arroyo Kneehills
- río Rosebud
- arroyo Bullpound
- arroyo Berry
- arroyo Blood Indian
- arroyo Ghostpine, drena el lago Pine
- arroyo Waskasoo, con el arroyo Piper
- arroyo Alkali

Las aguas del lago Ewing y del lago Little Fish también fluyen hacia el río Red Deer.

## Especies de peces
Las especies de pesca deportiva que se capturan en el río son: lucio europeo, sauger, corégono de lago, perca amarilla, lota, esturión de lago,
pez blanco de montaña, goldeye, trucha marrón, trucha toro, trucha arco iris, trucha de arroyo y trucha triturada.
Otras especies de peces que habitan en el río son: brillo esmeralda, brillo del río, brillo de mancha, chub de cabeza plana, longnose dace, quillback carpsucker, longnose sucker, white sucker, shorthead redhorse, silver redhorse, perca,  spoonhead sculpine, chub de lago, dace de perla, dace redbelly del norte, dace finescale, fathead minnow, muskallonga americano y stickleback de arroyo.

## Preocupaciones medioambientales

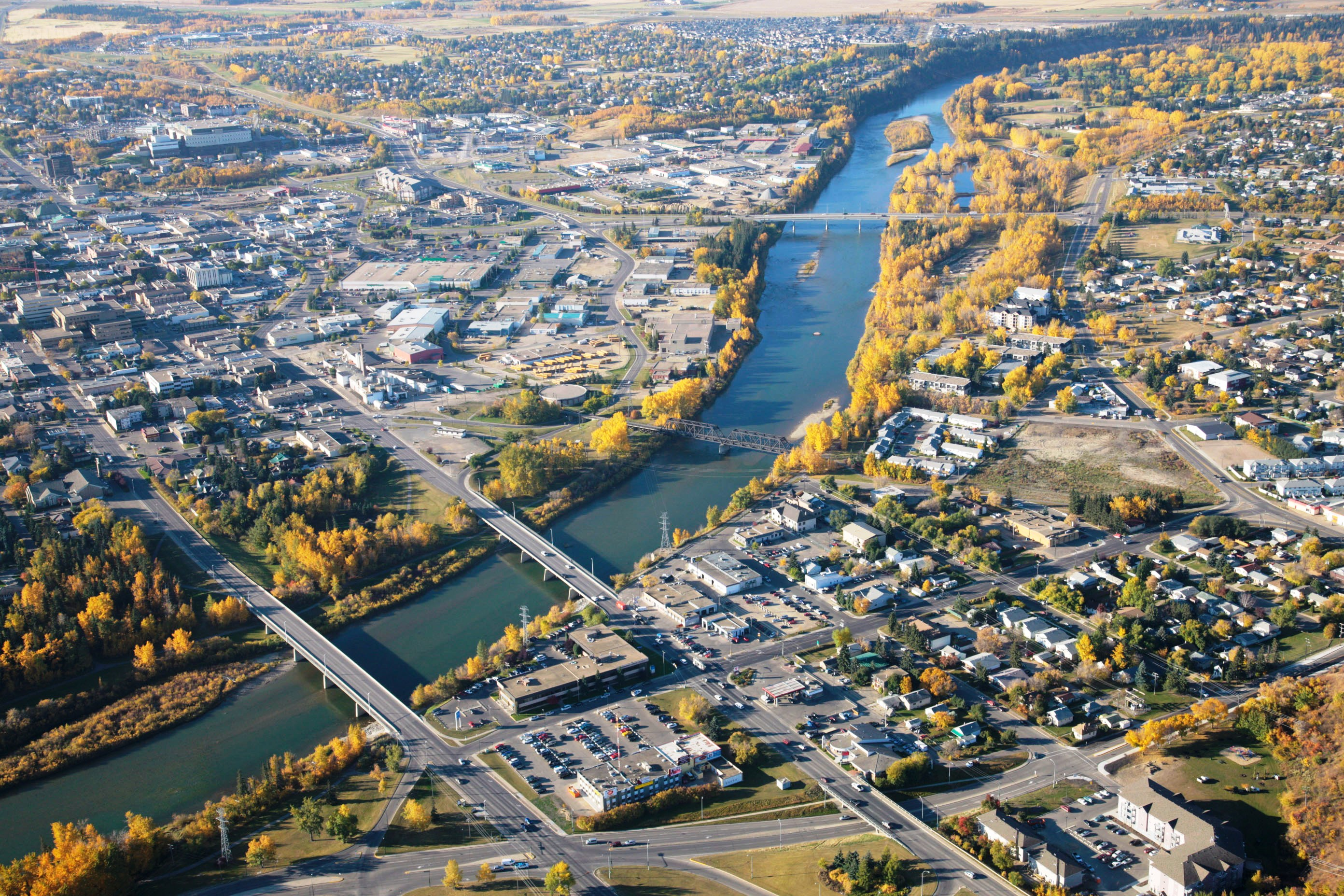
Río Red Deer desde el aire; el sur está en la parte superior izquierda de la fotografía.

### Derrames de oleoductos
El río Red Deer es la fuente de agua de la ciudad de Red Deer, Alberta y de sus alrededores. Varios oleoductos cruzan bajo el río y se produjeron algunas filtraciones que interrumpieron el acceso al agua potable. El aumento del caudal en del sistema del Red Deer durante las fuertes lluvias de junio de 2008 erosionó el suelo de soporte, exponiendo libremente una sección del oleoducto Cremona de la Pembina Pipeline Corporation a las corrientes del río. Entre cerca de 75 a 125 barriles de crudo fluyeron aguas arriba desde el punto de ruptura bajo un canal del río Red Deer, dejando un brillo aceitoso en el embalse Gleniffer y 6800 kilogramos de escombros empapados de aceite. El remedio no se completó hasta 2011.
Las fuertes lluvias de principios de junio de 2012 causaron una fuga similar, pero mayor, en un oleoducto de 46 años de Plains Midstream Canada sobre un afluente del río Red Deer, el arroyo Jackson, en Alberta, cerca del lago Gleniffer Lake (Alberta) y la presa Dickson, que derramó aproximadamente entre 1000 y 3000 barriles de crudo ligeramente ácido en el río Red Deer.